# 东南亚
东南亚（英語：Southeast Asia，缩写SEA），即華人傳統所稱之南洋，位于亚洲东南部，由中國以南、印度以東、新幾內亞以西與澳洲以北的多個國家、地區組成，是第二次世界大战后期才出现的地区名称。东南亚分為两個區域，陸域為中南半島，包括柬埔寨、寮國、緬甸、越南、泰國與馬來半島，海域大致為馬來群島包括馬來西亞的砂拉越、沙巴、汶莱、東帝汶、印度尼西亚、菲律賓與新加坡。不過，東南亞國家往往也被西方學者、傳媒納入东亚的範圍。此區地處板塊交界，地震、火山、海嘯活動頻繁。东南亚民族以南岛民族占主导位置，其中尤以马来族占多數，区域内居民多信奉伊斯蘭教、佛教，其它如基督宗教，包括印度教、泛靈論相關宗教等也存在于此区域内。印尼是全球穆斯林最多的国家，泰国则是世界最大的佛教国家，菲律賓則是東半球最多天主教徒的國家。除了新成立的东帝汶以外，區域內10国组成了东南亚国家联盟（ASEAN，即「东盟」、「東協」或「 亚细安」）組織。

## 區域範圍
東南亞在20世紀前也被歐洲人稱為東印度。中國歷史上則稱該地區為“南洋”。由於中國與印度次大陸之間的地理位置和鄰近地區的文化影響，東南亞大陸部分被歐洲地理學家稱為印度支那。然而在20世紀，這個詞更加局限於前法屬印度支那領土（柬埔寨、寮國和越南）。
至於“東南亞”一詞在1839年由美國牧師霍華德·馬爾科姆（Howard Malcolm）在他的“東南亞旅行”一書中首次使用。馬爾科姆的定義只包括大陸部分，排除了海洋部分。二戰时期，盟军于1943年成立東南亞司令部（SEAC）。“东南亚”一词因此被广泛使用。SEAC推廣使用該術語“東南亞”，然而東南亞早期構成的概念卻不是固定的，例如菲律賓和印度尼西亞的大部分被SEAC排除在外。到了20世紀70年代後期，“東南亞”一詞的大致標準用法及其所包含的領土已經出現。

### 政治實體
“東南亞”現在最常見的定義包括下面列出的政治實體所在區域。
- 國家

| 國家       | 面積(km2) | 人口(2020)  | 人口密度(/km2) | GDP/十兆美元 (2020) | 人均GDP (2020, PPP) | 人类发展指数 (2021) | 首都            |
| ---------- | --------- | ----------- | -------------- | ------------------- | ------------------- | ------------------- | --------------- |
|            | 5,765     | 449,002     | 77             | 12,003,000,000      | $85,011             | 0.829               | 斯里巴加湾市    |
| 柬埔寨     | 181,035   | 16,718,965  | 92             | 25,192,000,000      | $5,044              | 0.593               | 金边            |
| 东帝汶     | 14,874    | 1,320,942   | 89             | 1,777,000,000       | $5,321              | 0.607               | 帝力            |
| 印度尼西亞 | 1,904,569 | 273,753,191 | 144            | 1,059,638,000,000   | $14,841             | 0.705               | 努山塔拉        |
|            | 236,800   | 7,425,057   | 31             | 18,820,000,000      | $8,684              | 0.607               | 永珍            |
| 马来西亚   | 329,847   | 33,573,874  | 102            | 337,008,000,000     | $34,567             | 0.803               | 吉隆坡 *        |
| 緬甸       | 676,578   | 53,798,084  | 80             | 81,257,000,000      | $7,220              | 0.585               | 奈比多          |
| 菲律賓     | 300,000   | 115,559,009 | 380            | 361,489,000,000     | $10,094             | 0.699               | 马尼拉          |
| 新加坡     | 719.2     | 5,921,231   | 8,261          | 339,981,000,000     | $105,689            | 0.939               | 新加坡市 (城邦) |
| 泰國       | 513,120   | 71,601,103  | 140            | 501,712,000,000     | $21,361             | 0.800               | 曼谷            |
| 越南       | 331,210   | 97,468,029  | 294            | 343,114,000,000     | $8,677              | 0.703               | 河內市          |

*馬來西亞的行政中心位於布城
- 屬地

| 屬地               | 面積 (km2) | 人口  | 密度 (/km2) |
| ------------------ | ---------- | ----- | ----------- |
| 圣诞岛             | 135        | 2,072 | 15.3        |
| 科科斯（基林）群島 | 14         | 596   | 42.6        |

- 印度属地

| 屬地               | 面積 (km2) | 人口    | 密度 (/km2) |
| ------------------ | ---------- | ------- | ----------- |
| 安達曼和尼科巴群島 | 8250       | 380,500 | 46.1        |

### 地理劃分

东南亚气候

东南亚從自然地理上可分為中南半島和馬來群島两部分。東南亞的海洋方面也被稱為馬來群島，這個術語來源於歐洲對南島語族的馬來族概念。海洋東南亞的另一個術語是東印度群島，用於描述中南半島和澳大利亞之間的區域。
參見：海洋東南亞、大陸東南亞
兩部分分別包括下列地區：
- 中南半島
  -  越南
  -  柬埔寨
  -  泰國
  -  緬甸
  -  马来西亚（馬來半島）
- 南洋群島
  -  马来西亚（砂拉越和沙巴）
  -  新加坡
  -  印度尼西亞
  -  东帝汶
  -  菲律賓

東南亞的位置

東南亞區域

在歷史文化上，廣西和雲南的少數族群所使用的語言與中南半島國家所用的語言都是同一語系（壯侗語系、南亞語系或苗瑤語系）。臺灣原住民與菲律賓、印尼等其他東南亞國家同屬南島語系，人種上屬東亞人種，臺灣亦是東南亞南島語族的起源。；宗教上，云南的傣族与中南半岛上不少国家都是信奉上座部佛教，地理上則位處東北亞與東南亞交接的東亞島弧中心位置，因而有時會被視為東南亞的一部分；从生物地理的角度，西藏南部的部分地区也算作东南亚的一部分。印度的安達曼和尼科巴群島也是如此，七姐妹州的曼尼普爾邦有時亦然。而地理位置屬大洋洲的巴布亞新畿內亞也因為文化和風俗皆與印度尼西亞相似而被視為東南亞國家之一。反而東南亞國家之一的越南，因文化和歷史上都受中華文化影響，有時也會把其列為東亞地區。
在生物地理学上，东南亚通常分为四个亚区：
- 中南半岛区（Indochina）：西北部以喜马拉雅山脉为界, 南界以克拉地峡与巽他区毗邻
- 巽他区（Sundaic）：包括马来西亚半岛、苏门答腊、爪哇以及婆罗洲[29]
- 菲律宾区（Philippines）：主要包括菲律宾群岛
- 华莱士区（Wallacea）：包括龙目岛、苏拉威西和新几内亚岛之间的区域

此外，华莱士线从华莱士区东界穿过。

## 历史

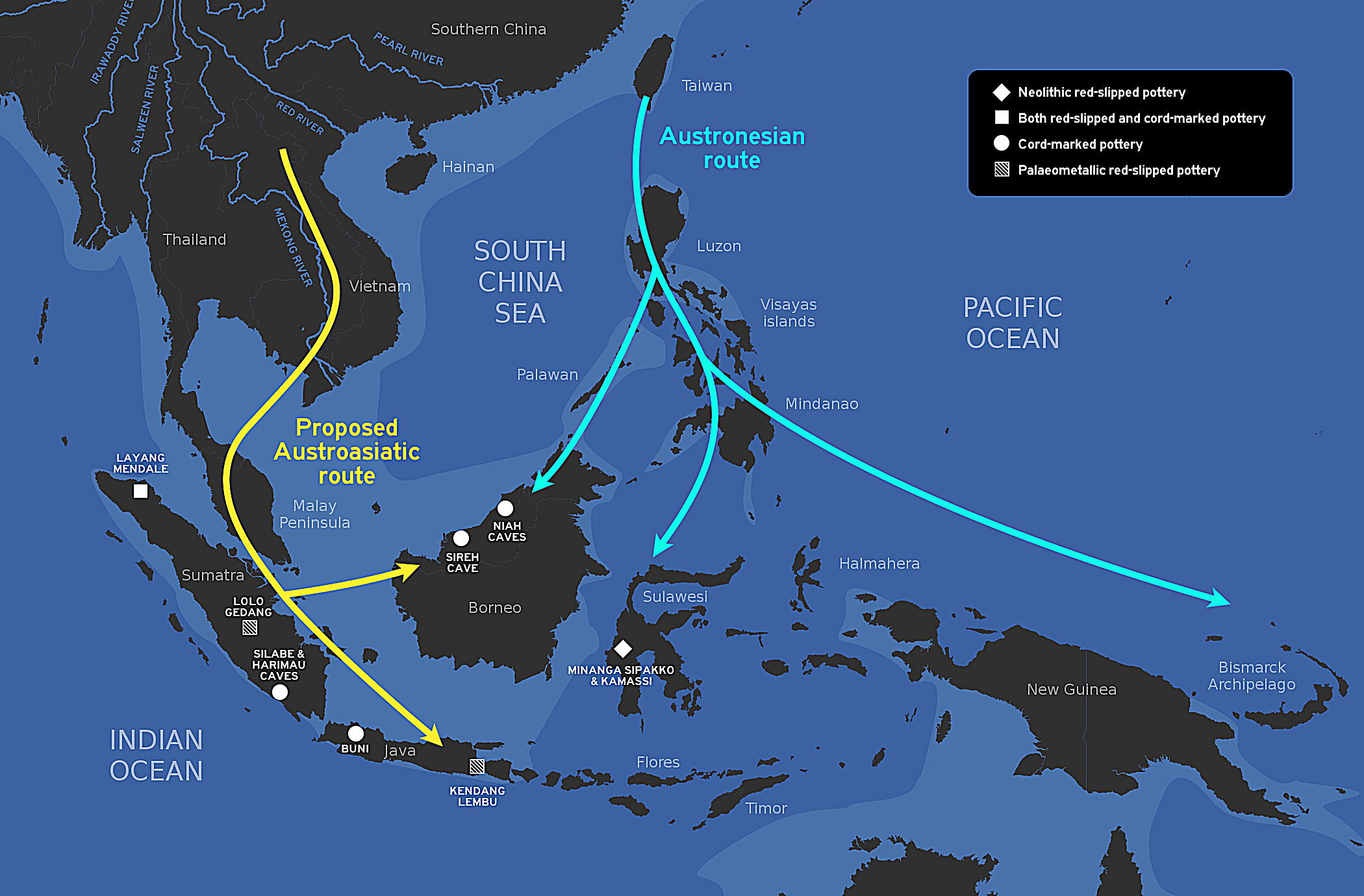
根據考古研究與基因研究，推測在新石器時代，南亞語系人群與南島語系人群，分別經由不同路線進入東南亞。

东南亚的人类活动可以追溯到4000年前狩獵採集時代的和平文化。西元前兩千年以後，農業開始傳入東南亞。
高棉帝國是中南半島最早興起的文明，高棉帝國的前身扶南在一世紀時便已存在於今柬埔寨一帶，主要受印度文明影響，現代高棉帝國的繼承者為柬埔寨。
在十二世紀以後，現代泰國的前身素可泰王國、寮國的前身瀾滄王國、緬甸的前身蒲甘王國亦紛紛興起於中南半島，這三個國家都受到早年高棉文明影響，奉行上座部佛教。同年代，越南亦已從中國獨立，逐漸向南擴張，最終併吞了越南南部曾經存在的國家占城，並占據了原屬高棉人的湄公河三角洲。
在馬來群島(包含今馬來西亞與印尼一帶)，最早興起的王國是印度教與佛教王國，受印度文化影響，例如印尼蘇門答臘的三佛齊王國，爪哇島的馬打蘭王國，盛行於七到十世紀。在十三世紀以後，伊斯蘭教傳入並逐漸盛行於馬來群島，多個伊斯蘭蘇丹國先後興起於馬來群島，例如麻六甲蘇丹國。
在十六世紀以後，歐洲殖民勢力逐漸進入東南亞，菲律賓與印尼前後受到西班牙與荷蘭的殖民。到了十九世紀，歐洲殖民勢力開始進入中南半島，緬甸受到英國的殖民，被併入英屬印度，越南、寮國與柬埔寨則受到法國的殖民，成為法屬印度支那。暹羅(泰國)則藉由王室的外交手段，成為東南亞唯一未被歐洲人殖民的國家。到了二戰後，東南亞國家紛紛獨立，原先荷屬東印度獨立成印尼共和國，英國在馬來群島的殖民地則成為了馬來西亞聯邦。

## 经济
東南亞各國的经济差异很大：

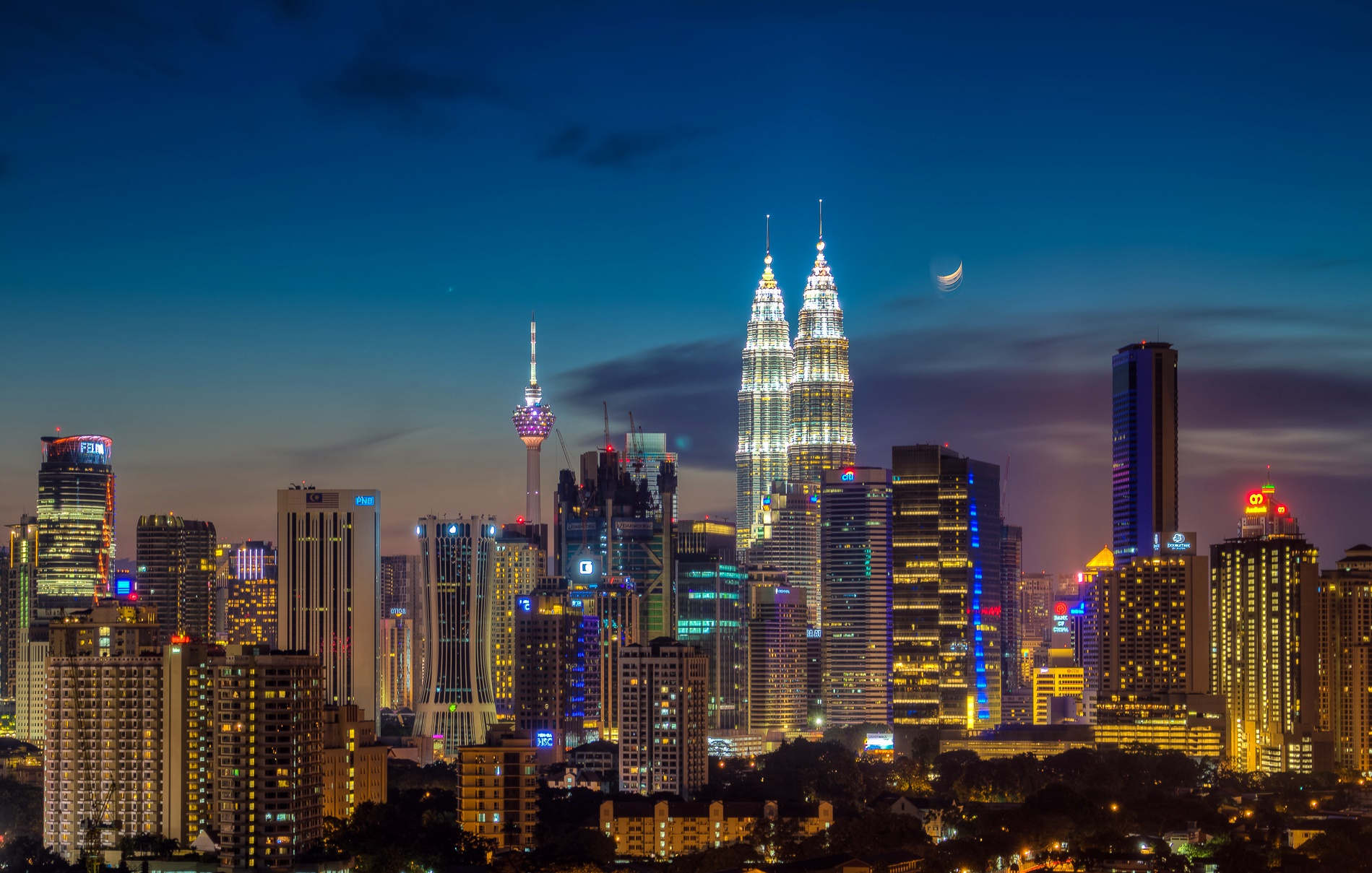
马来西亚首都吉隆坡，一座对东南亚的文化、教育、体育、财政、经济、商业、金融都具有极大影响力的国际大都会

- 新加坡经济发达，繁榮進步，东南亚唯一的发达国家，生活水平较高，經濟活動以服務業、金融業、航運業、物流業、旅遊業為主，近年積極發展高科技產業和教育。
- 馬來西亞和泰國經濟發展水平位居亚洲前列，經濟以工業、製造業、旅遊業和農業為主，近年積極發展航運業，金融業和物流業。马来西亚拥有高度名列世界前茅的摩天大楼－双峰塔，并举办过一级方程式赛车的比赛，泰国是日本汽车业最大的海外加工基地，并拥有世界数一数二的农牧企业正大集团。
- 菲律賓、印尼和越南的人均所得較低，偏重旅遊業、基礎製造業和農漁業并对外输出大量劳工。菲律宾人主要前往中东产油国、东亚的日本和港台、欧洲的意大利务工，印尼人主要前往马来西亚、新加坡、香港和中东产油国务工，越南人主要前往韓國、台湾和中国大陸的珠三角务工。
- 緬甸、柬埔寨、寮國和東帝汶为最不发达国家，緬甸、柬埔寨和寮國的經濟只有旅遊業和農業(老撾另一收入來源是輸出電力)；東帝汶的經濟只有漁業和石油出口。
- 汶萊雖然人均国内生产总值和已開發國家相若，主要以石油、天然氣出口為主，但財富和中東產油國一樣只集中在少數富裕階層。

### 城市经济总量
以下为东南亚境内经济总量前十的城市：

印尼计有4座；马来西亚为2座；新加坡1座，参考自东南亚国家行政区划生产总值。
| 东南亚排名 | 城市     | 人口（万）              | GDP（亿美元） | 人均（万美元） | 国家       | 年份 |
| ---------- | -------- | ----------------------- | ------------- | -------------- | ---------- | ---- |
| 1          | 新加坡   | 545                     | 3,744         | 6.9            | 新加坡     | 2021 |
| 2          | 雅加达   | 1,056                   | 2,037         | 1.9            | 印度尼西亞 | 2021 |
| 3          | 曼谷     | 891                     | 1,738         | 2.0            | 泰國       | 2019 |
| 4          | 吉隆坡   | 756（包括雪兰莪和布城） | 1,555         | 2.1            | 马来西亚   | 2021 |
| 5          | 马尼拉   | 1,348                   | 1,171         | 1.0            | 菲律賓     | 2020 |
| 6          | 胡志明市 | 943(2021)               | 617           | 0.7            | 越南       | 2019 |
| 7          | 河内     | 843(2021)               | 420           | 0.5            | 越南       | 2019 |
| 8          | 泗水     | 290                     | 413           | 1.4            | 印度尼西亞 | 2021 |
| 9          | 万隆     | 251                     | 208           | 0.8            | 印度尼西亞 | 2021 |
| 10         | 棉兰     | 228                     | 178           | 0.7            | 印度尼西亞 | 2021 |

### 全球百大海港
以下为2020年东南亚境内全球百大海港：

越南计有3座；马来西亚及印尼为2座；新加坡、泰国及菲律宾各1座。
| 东南亚排名 | 世界排名 （与2019年比较） | 海港              | 百万TEU （与2019年比较） | 国家       |
| ---------- | ------------------------- | ----------------- | ------------------------ | ---------- |
| 1          | 2（ ━ ）                  | 新加坡港          | 36.9（▼0.9%）            | 新加坡     |
| 2          | 12（ ━ ）                 | 巴生港            | 13.2（▼2.5%）            | 马来西亚   |
| 3          | 15（▲1）                  | 丹绒柏勒巴斯港    | 9.8（▲7.7%）             | 马来西亚   |
| 4          | 20（▲5）                  | 西貢港            | 7.9（▲4.3%）             | 越南       |
| 5          | 22（▼2）                  | 林查班港          | 7.5（▼6.9%）             | 泰國       |
| 6          | 23（▼1）                  | 丹戎不碌港        | 6.9（▼9.6%）             | 印度尼西亞 |
| 7          | 31（ ━ ）                 | 海防港            | 5.1（▲0.2%）             | 越南       |
| 8          | 41（▼12）                 | 马尼拉港          | 4.4（▼16.4%）            | 菲律賓     |
| 9          | 42（▲6）                  | 盖梅港（Cai Mep） | 4.4（▲17.9%）            | 越南       |
| 10         | 48（▼3）                  | 泗水港            | 3.6（▼7.7%）             | 印度尼西亞 |

### 最高建筑
以下为东南亚境内前十最高建筑物：

马来西亚计有4座；越南及泰国皆为2座；菲律宾及印尼各1座，唯新加坡未入围前十。
| 东南亚排名 | 建筑物             | 高度（公尺） | 国家       | 建成年份 | 备注                                   |
| ---------- | ------------------ | ------------ | ---------- | -------- | -------------------------------------- |
| 1          | 默迪卡118          | 679          | 马来西亚   | 2022     | 马来西亚最高、全球第二，仅次于哈里发塔 |
| 2          | 地标塔81           | 461          | 越南       | 2018     | 越南最高                               |
| 3          | 双峰塔             | 452          | 马来西亚   | 1998     | 1998年-2004年曾为世界最高              |
| 4          | 106交易塔          | 446          | 马来西亚   | 2019     |                                        |
| 5          | 吉隆坡四季酒店     | 343          | 马来西亚   | 2018     |                                        |
| 6          | 京南河内地标大厦   | 336          | 越南       | 2011     |                                        |
| 7          | 大都会银行总部大厦 | 318          | 菲律賓     | 2017     | 菲律宾最高                             |
| 7          | 暹罗天地           | 318          | 泰國       | 2018     | 泰国最高                               |
| 9          | 伽马大厦           | 316          | 印度尼西亞 | 2015     | 印尼最高                               |
| 10         | 大京都大厦         | 314          | 泰國       | 2016     |                                        |

### 外籍勞工
東南亞及南亞許多國家，供應勞力至鄰近較富裕地区。整體而言，各地区的經濟發展，大致可由該地区為勞工輸出、輸入地來判斷。
|          | 外籍勞工輸出地 | 外籍勞工輸出地 | 外籍勞工輸出地 | 外籍勞工輸出地 | 外籍勞工輸出地 | 外籍勞工輸出地 | 外籍勞工輸出地 | 外籍勞工輸出地 | 外籍勞工輸出地 |
| 輸入地   | 尼泊尔         |                | 印度尼西亞     | 斯里蘭卡       | 泰國           | 印度           | 巴基斯坦       | 菲律賓         | 越南           |
| -------- | -------------- | -------------- | -------------- | -------------- | -------------- | -------------- | -------------- | -------------- | -------------- |
|          |                | 2              | 11             |                | 3              | 1              | 66             | 8              |                |
| 臺灣     |                |                | 76             |                | 48             |                |                | 37             | 28             |
| 香港     |                |                | 50             |                | 3              |                | 22             | 101            |                |
| 马来西亚 | 106            | 1              | 134            | 4              | 4              | 21             | 2              | 10             | 12             |
| 新加坡   |                | 39             | 48             | 1              | 11             |                | 16             | 70             | 0              |
| 日本     | 1              | 0              | 2              | 0              | 9              | -              | 45             | 6              | 5              |
|          | 4              | 3              | 11             | 5              | 11             | -              | 2              | 12             | 9              |

## 人口
整個東南亞面積爲450萬平方公里。2018年，該區域人口共有6.55億人，當中有五分之一生活在全球人口最密集的島嶼——爪哇島。印度尼西亞人口多達2.68億，乃全球第四。東南亞的宗教和民族情況複雜。除此之外，目前有近3000萬華人生活在東南亞，主要分佈在聖誕島、印度尼西亞、馬來西亞、菲律賓、新加坡、泰國以及越南。

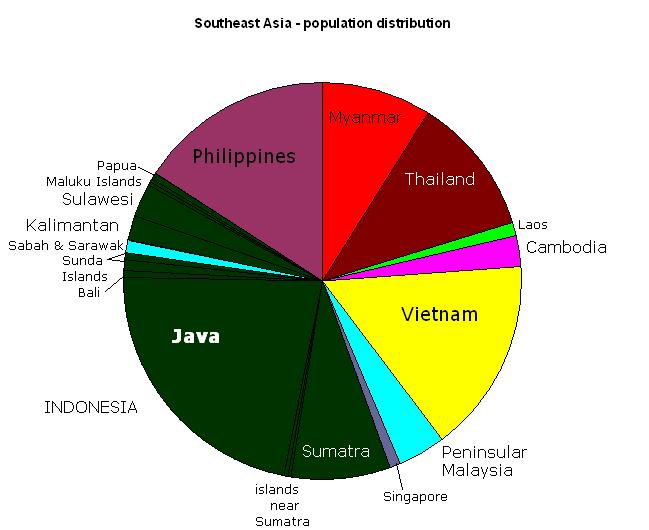
東南亞的人口分布

### 民族
東南亞人口最龐大的民族爲爪哇族，主要分佈在印度尼西亞的爪哇島，人口過億，約占印尼人口的百分之四十。其次爲京族，越南的主體民族，人口高達8,600萬，主要分佈在越南，但在鄰國柬埔寨及老撾亦是重要的少數民族。泰族則有超過6,000萬人口，是泰國的主體民族，與寮國的主體民族寮族文化語言相近。緬甸是一個民族相當多元的國家，人口最龐大的民族是緬族，人口有3,000多萬，占該國人口的三分之二。
印度尼西亞最大的兩支民族爲爪哇族和巽他族（4,000萬），其他較大的族群還有馬都拉族（800萬）、米南佳部人（800萬）、布吉人（700萬）、峇里人（400萬）、達雅族（630萬）、巴塔克人（850萬）、印尼馬來人（870萬）等。
新加坡最大的民族為華裔(75.9%)，其次為馬來族(15.0%)與印度裔（以坦米爾人居多）占7.5%，其他民族佔1.6%。
馬來西亞人口最大的民族分別是馬來族(55%)、華族(23%)、印度族(7%)。但在東馬，民族構成則與西馬有很大不同，達雅族和達山－杜順人分別是砂撈越州和沙巴州的最大民族。東南亞的馬來族是跨國民族，除了是西馬和文萊是主要民族外，在印度尼西亞、泰國南部、新加坡都是重要的少數民族。
占族並沒有自己的國家，曾經是越南南部的主要人群，目前是現代越南中部和南部，及柬埔寨中部的少數民族。柬埔寨是一個民族較單一的國家，主體民族是高棉族，在越南南部和泰國都有分佈。苗族主要分佈在越南、老撾和中國的交界處，主要是近三百年內才移居至東南亞。
菲律賓的民族亦十分多元，人口較多的民族有他加祿人和比薩亞人，絕大多數菲律賓民族屬於菲律賓語族。

### 宗教
東南亞存在着很多不同的宗教，當中，伊斯蘭教是最大的宗教，東南亞共有2.4億人（40%的當地人口）爲穆斯林，主要分佈在印度尼西亞、汶萊、馬來西亞、泰國南部和菲律賓南部，印度尼西亞更是全球人口最多的穆斯林國家。大多數印度尼西亞人為穆斯林。
之後爲佛教，全東南亞擁有2.05億佛教徒，位居東南亞第二（38%的當地人口），主要分佈在越南、泰國、老撾、柬埔寨、緬甸和新加坡。在泰國、老撾、柬埔寨、緬甸流行的佛教，以印度南傳佛教上座部佛教為主。新加坡及越南亦相當流行儒教。
基督教爲菲律賓、印度尼西亞東部、馬來西亞東部及和東帝汶的強勢宗教。當中菲律賓擁有全亞洲最大的羅馬天主教人口，而東帝汶則由於是長年受葡萄牙殖民而成爲基督教國家。
印度教是印尼巴厘島的主要宗教，但由於融合了當地原生的泛靈信仰而與其他地區的印度教有所不同。由於龐大的印度裔人口，新加坡和馬來西亞亦有不少印度教徒。另外在東馬沙撈越州、菲律賓的高地地區、 新幾內亞及老撾的偏遠地區，至今依然保留着不少原生泛靈信仰。
| 菲律賓                   | 罗马天主教（80.6%）、伊斯兰教（6.9%～11%）、基督新教福音派（2.7%）、基督堂教會（2.4%）、其他基督教教派（3.8%）、佛教（0.05% ~ 2%）、泛靈信仰（0.2% ~ 1.25%）、其他（1.9%） |
| 越南                     | 越南民間信仰及無宗教（73.2%）、佛教（12.2%）、罗马天主教（6.8%）、高臺道（4.8%）、基督新教（1.5%）、和好教其他 （0.1％）                                                   |
| 柬埔寨                   | 上座部佛教（國教，97.9%）、伊斯蘭教（1.1%）、基督宗教（0.5%）、其他（5%）                                                                                                  |
|                          | 上座部佛教（66%）、泛靈信仰（30.7%%）、基督宗教（1.5%）、伊斯蘭教（0.1%）、猶太教（0.1%）、其他（1.6%）                                                                    |
| 泰國                     | 上座部佛教（國教，94.5%）、伊斯兰教（4.29%）、基督宗教（1.17%）、其他（0.7%）                                                                                              |
| 緬甸                     | （无国教）上座部佛教（88%）、基督宗教（6.2%）、伊斯兰教（4.2%）、印度教（0.5%）、泛靈信仰（0.8%）、其他（0.2%）、無信仰（0.1%）                                            |
| 马来西亚                 | 伊斯兰教（国教，61.3%）、佛教（19.8%）、基督宗教（9.2%）、印度教（6.3%）、其他（3.4%）                                                                                     |
| 新加坡                   | （无国教）佛教（33%）、伊斯兰教（14%）、无宗教（18%）、基督宗教（18%）、道教和華人民間信仰（10%）、印度教（6.4%），錫克教或其他（0.6%）                                    |
| 印度尼西亞               | （无国教，但是必须信仰宗教）（印尼宗教信仰）伊斯兰教（87.18%）、基督新教（7%）、罗马天主教（2.91%）、印度教（1.69%）、佛教（0.72%）、儒教（0.55%）、其他（0.45％）         |
|                          | 伊斯兰教（国教，79%）、佛教（8%）、基督宗教（9%）、其他（4.7%） |
| 东帝汶                   | 罗马天主教（国教，97.57%）、伊斯兰教（0.24%）、基督新教（1.96%）、其他（0.23%）                                                                                            |
| 印度 · 安達曼-尼科巴群島 | 主要为印度教，其余为伊斯兰教、基督宗教、锡克教、佛教和耆那教 |
| 圣诞岛                   | 伊斯兰教（19.4%）、佛教和道教（18.1%）、基督宗教（8.9%）、不信仰宗教者（15.2%）、其他信仰者（38.4%）                                                                       |
| 科科斯（基林）群島       | 伊斯兰教（85%）、其他（15%） |
| 南海諸島                 | 大乘佛教、基督宗教，伊斯兰教，儒家、道教和无宗教者 |

### 語言
以下列表爲東南亞各國的官方語言及主要語言。
| 國家/地區          | 官方語言                         | 其他主要語言 |
| ------------------ | -------------------------------- | --- |
| [ 42 ]             | 馬來語、英語                     | 漢語官話、其他漢語語支語言、泰米爾語                                                                                          |
| 柬埔寨             | 高棉語                           | 泰語、越南語、占語、官話等 |
| 东帝汶             | 德頓語、印尼語、葡萄牙語         | |
| 印度尼西亞         | 印尼語                           | 爪哇語、巽他語、馬都拉語、米南佳保語、布吉語、班查語、峇里語等（印度尼西亞和擁有超過700種語言，是全球第二語言最多樣化的國家） |
| [ 46 ]             | 老撾語                           | 泰語、越南語、苗語等 |
| 马来西亚           | 馬來語、英語                     | 官話、泰米爾語等。 |
| 緬甸               | 緬甸語                           | 撣語、克倫語支、若開語、孟語、景頗語、庫基-欽語支等                                                                           |
| 菲律賓             | 菲律賓語、英語                   | 西班牙語、阿拉伯語、維薩亞斯語支等。                                                                                          |
| 新加坡             | 英語、馬來語、漢語官話、泰米爾語 | 其他漢語語支語言、印尼語、泰盧固語、印地語、旁遮普語、爪哇語等。                                                              |
| 泰國               | 泰語                             | 官話、馬來語、苗語、克倫語、撣語、老撾語等。                                                                                  |
| 越南               | 越南語                           | 高棉語、官話、苗語、占語等 |
| 圣诞岛             | 英語                             | 官話、馬來語 |
| 科科斯（基林）群島 | 英語                             | 馬來語 |
| 安達曼-尼科巴群島  | 印地語、英語                     | 泰盧固語、泰米爾語、孟加拉語等                                                                                                |

### 城市群
- 印度尼西亞雅茂德坦勿（雅加达/西爪哇省/万丹省）（雅茂德坦勿是雅加达、茂物、德波、坦格朗和勿加泗五个雅加达卫星城市的缩写）
- 菲律賓馬尼拉大都會（马尼拉/奎松市/马卡蒂/達義市/帕賽市/加洛坎市和其他十一个城市）
- 泰國曼谷都会区（曼谷/暖武里/北欖府/巴吞他尼府/龙仔厝府/佛统）
- 马来西亚大吉隆坡/巴生谷（吉隆坡/雪蘭莪）
- 马来西亚大槟城（槟城/吉打/霹靂州）
- 越南胡志明市都会区（胡志明市/頭頓市）
- 緬甸仰光省（仰光/沙廉<Thanlyin>）
- 越南河内首都圈（河內市/海防市/下龍市）
- 印度尼西亞泗水都会区（泗水/诗都阿佐<Sidoarjo>/锦石<Gresik>/莫佐克托/拉蒙岸<Lamongan>/邦卡兰<Bangkalan>）
- 印度尼西亞万隆拉也（萬隆/芝馬墟）
- 菲律賓Metro Cebu（英语：Metro Cebu） （宿霧市/曼達維市/拉普拉普市/塔里薩伊市和其他十一个城市）
- 菲律賓Metro Davao（英语：Metro Davao）（达沃市/迪戈斯<Digos>/塔古姆<Tagum>/萨马尔<Samal>）
- 菲律賓Metro Iloilo-Guimaras（英语：Metro Iloilo-Guimaras）（伊洛伊洛市/帕維亞/奥通<Oton>/萊加內斯/扎拉加<Zarraga>/生力<San Miguel>/吉馬拉斯省）
- 柬埔寨金边（金边/干丹省）

## 政治与外交
东盟与欧盟最明显的区别之一就在于东盟坚持奉行“互不干涉内政”原则，成员国之间互相尊重彼此采取的政体，同时在对待区域外国家的外交政策方面也不奉行统一的路线方针，但在南海问题上则采取彼此忍让、互不争斗的政策。

### 政体
| 政體               | 實行此政體之國家及地區   | 备注 |
| ------------------ | ------------------------ | --- |
| 總統共和制         | 印度尼西亞、 菲律賓      | 印度尼西亚共和国和菲律宾共和国实行总统制共和政体。 |
| 議會共和制         | 新加坡                   | 新加坡共和国实行议会制共和政体，但人民行动党长期执政并一党独大，其他政党权力微弱难以抗衡。                                                                 |
| 君主立憲制         | 泰國、 马来西亚、 柬埔寨 | 泰王国、马来西亚和柬埔寨王国实行君主立宪制政体，泰国国王在国内的政治影响力大于马来西亚最高元首和柬埔寨国王。                                               |
| 君主專制           |                          | 文莱达鲁萨兰国实行君主专制政体，文莱苏丹兼任文莱首相独揽大权，政党权力微弱。                                                                               |
| 社會主義共和制     | 越南、                   | 越南社会主义共和国和老挝人民民主共和国实行一党专政的社会主义共和国政体的社会主义国家，执政党总书记为党和国家最高领导人，地位和权力高于国家元首和政府首脑。 |
| 总统共和制及军政府 | 緬甸                     | 缅甸联邦共和国宪法规定实行总统制共和政体，名义上实行联邦制，但军人阶层组建的政党仍然把持政坛。缅甸民主改革仍然任重道远。                                   |

#### 东南亚国家及地区政体列表
| 主权国家   | 最高领导人 / 国家元首                                 | 政府首脑       | 政治体制       | 立法/协商机构          | 国家结构形式                 |
| ---------- | ----------------------------------------------------- | -------------- | -------------- | ---------------------- | ---------------------------- |
| 印度尼西亞 | 印尼总统                                              | 印尼总统兼任   | 总统制         | 印度尼西亚人民协商会议 | 单一制                       |
| 菲律賓     | 菲律宾总统                                            | 菲律宾总统兼任 | 总统制         | 菲律宾国会             | 单一制                       |
| 新加坡     | 新加坡总统                                            | 新加坡总理     | 议会制         | 新加坡议会             | 单一制                       |
| 马来西亚   | 马来西亚最高元首                                      | 马来西亚首相   | 君主立宪制     | 马来西亚国会           | 联邦制                       |
| 泰國       | 泰国国王                                              | 泰国总理       | 君主立宪制     | 泰国国会               | 单一制                       |
| 柬埔寨     | 柬埔寨国王                                            | 柬埔寨总理     | 君主立宪制     | 柬埔寨国会             | 单一制                       |
|            | 文莱苏丹                                              | 文莱首相       | 君主专制       | 文莱立法会             | 单一制                       |
| 越南       | 越南共产党中央委员会总书记 越南社会主义共和国主席     | 越南总理       | 社会主义共和制 | 越南国会               | 单一制                       |
|            | 老挝人民革命党中央委员会总书记 老挝人民民主共和国主席 | 老挝总理       | 社会主义共和制 | 老挝国会               | 单一制                       |
| 緬甸       | 国家管理委员会主席 缅甸总统                           | 缅甸总理       | 军事管制       | 缅甸联邦议会           | 联邦制（名义上）实际为单一制 |
| 东帝汶     | 东帝汶总统                                            | 东帝汶总理     | 议会制         | 东帝汶议会             | 单一制                       |

### 外交

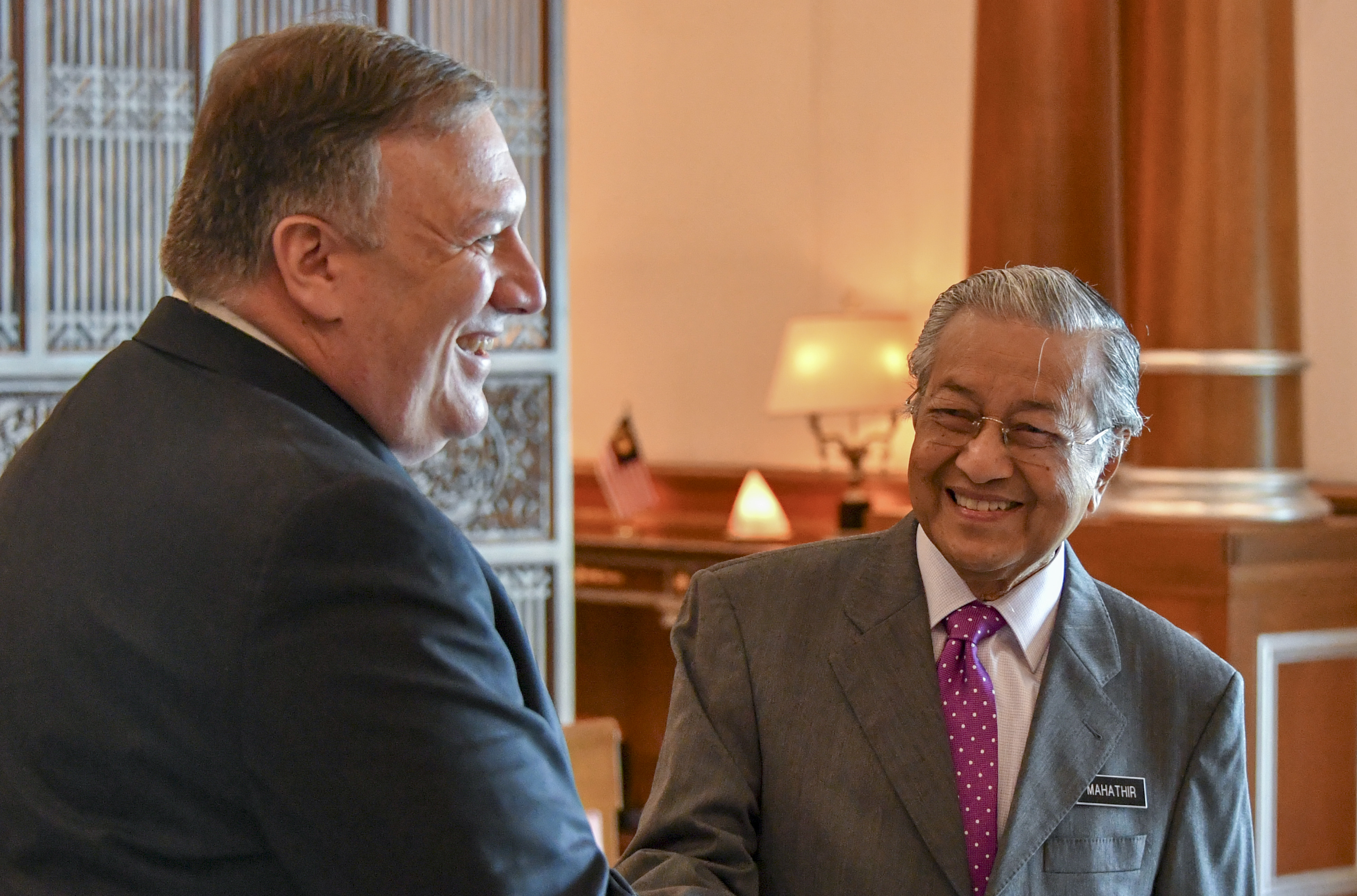
2018年8月3日马来西亚首相马哈迪·莫哈末與美國國務卿麥克·蓬佩奧會面

- 菲律宾、泰国和新加坡从冷战开始至今一直奉行亲近美国的外交路线，美国在三个国家都有驻军。菲律宾在政治上（尤其南海问题上）与中華民國和中华人民共和国之冲突最为尖锐，在杜特尔特上台后争端稍微平缓下来。泰国和新加坡在中华人民共和国停止对外输出革命后与中华人民共和国较少直接冲突，北京奥运会圣火传递活动没有选择经停新加坡，非常耐人寻味。
- 印尼、马来西亚和冷战时期结束后的越南奉行均衡外交政策，不与任何一个大国结盟，也未允许外国在本国常驻军队，但也注意与美国保持友善以对抗中华人民共和国对南海的领土索求。越南常因领土利益问题与中华人民共和国发生冲突。
- 缅甸在冷战时期奉行中立外交政策，与美国、苏联、中华人民共和国保持“等距离”；90年代及21世纪初期与美国关系逐漸交惡，被美国和欧盟长期制裁；2011年实行“民主大选”后逐渐对外开放本国市场，与西方国家的关系迅速改善，同时注意拉近与日本、印度的关系以防止过度依赖中华人民共和国，而被其所控。
- 国小力弱的柬埔寨和老撾夹在中越泰三国之间左支右绌，很难在外交舞台上有所表现。
- 越南、菲律宾和马来西亚对南海岛礁的主权要求有重叠，但彼此之间没有发生过冲突。越南与菲律宾近年来在南海问题上多有合作。[52]
- 印尼与马来西亚、菲律宾与马来西亚之间亦有领土争端，但最后均采取了息事宁人、冻结争端的忍让政策。[53]

## 教育
以下为据2025年度QS世界大学排名东南亚境内前十的大学：
| 东南亚排名 | 世界排名 （与2021年比较） | 大学             | 国家       | 所属大学联盟 |
| ---------- | ------------------------- | ---------------- | ---------- | --- |
| 1          | 8▲3                       | 新加坡国立大学   | 新加坡     | 国际研究型大学联盟、Universitas 21、环太平洋大学联盟、全球产学未来人才培养策略联盟、英联邦大学协会、亚洲大学联盟、东南亚高等学术机构协会、东盟大学联盟 |
| 2          | 15▼2                      | 南洋理工大学     | 新加坡     | 环太平洋大学联盟、全球产学未来人才培养策略联盟、英联邦大学协会、东南亚高等学术机构协会、东盟大学联盟                                                   |
| 3          | 60▼1                      | 马来亚大学       | 马来西亚   | 国际大学协会、环太平洋大学联盟、全球产学未来人才培养策略联盟、英联邦大学协会、亚洲大学联盟、东南亚高等学术机构协会、东盟大学联盟                       |
| 4          | 138▲3                     | 马来西亚国立大学 | 马来西亚   | 全球产学未来人才培养策略联盟、东南亚高等学术机构协会、东盟大学联盟                                                                                     |
| 5          | 146▼4                     | 马来西亚理科大学 | 马来西亚   | 国际大学协会、全球产学未来人才培养策略联盟、东南亚高等学术机构协会、东盟大学联盟                                                                       |
| 6          | 148▼16                    | 博特拉大学       | 马来西亚   | 国际大学协会、全球产学未来人才培养策略联盟、英联邦大学协会、东南亚高等学术机构协会、东盟大学联盟                                                       |
| 7          | 181▲6                     | 马来西亚工艺大学 | 马来西亚   | 东南亚高等学术机构协会 |
| 8          | 206▲99                    | 印度尼西亚大学   | 印度尼西亞 | 环太平洋大学联盟、亚洲大学联盟、东南亚高等学术机构协会、东盟大学联盟                                                                                   |
| 9          | 229▼21                    | 朱拉隆功大学     | 泰國       | 环太平洋大学联盟、亚洲大学联盟、东南亚高等学术机构协会、东盟大学联盟                                                                                   |
| 10         | 239▲15                    | 加查马达大学     | 印度尼西亞 | 东盟大学联盟、东南亚高等学术机构协会 |

## 体育
以下为东南亚国家夏季奥林匹克运动会奖牌统计：

### 夏季奧林匹克運動會 (1896–2024)
| 排名              | NOC               | 金牌 | 銀牌 | 銅牌 | 总计 |
| ----------------- | ----------------- | ---- | ---- | ---- | ---- |
| 1                 | 泰国（THA）       | 11   | 11   | 19   | 41   |
| 2                 | 印度尼西亚（INA） | 10   | 14   | 16   | 40   |
| 3                 | 菲律宾（PHI）     | 3    | 5    | 10   | 18   |
| 4                 | 越南（VIE）       | 1    | 3    | 1    | 5    |
| 5                 | 新加坡（SIN）     | 1    | 2    | 3    | 6    |
| 6                 | 马来西亚（MAS）   | 0    | 8    | 7    | 15   |
| 7                 | 汶莱（BRU）       | 0    | 0    | 0    | 0    |
| 7                 | 柬埔寨（CAM）     | 0    | 0    | 0    | 0    |
| 7                 | 老挝（LAO）       | 0    | 0    | 0    | 0    |
| 7                 | 缅甸（MYA）       | 0    | 0    | 0    | 0    |
| 总计（共10个NOC） | 总计（共10个NOC） | 26   | 43   | 56   | 125  |